# 12 metri d'amore
12 metri d'amore (The Long, Long Trailer) è un film del 1954, diretto da Vincente Minnelli, l'unica commedia farsesca della sua carriera. Nel corso degli anni è pian piano assurto allo status di piccolo classico nel suo genere, ma soprattutto di film di culto nell'ambiente degli appassionati di camperismo e turismo in roulotte.
All'epoca in cui fu girato il film, Lucille Ball e Desi Arnaz erano marito e moglie anche nella realtà, nonché protagonisti di una sit-com televisiva di grande successo, Lucy ed io, in onda dal 1951 al 1957, trasmessa anche in Italia per sole 13 puntate a partire dal 6 febbraio 1960.

## Trama
La vicenda è raccontata con un lungo flashback. Tacy Bolton e Nicky Collini, appena sposati, dovendosi trasferire in Colorado per motivi di lavoro, decidono di trasformare il lungo viaggio nella loro luna di miele, acquistando un'enorme roulotte superaccessoriata che dovrà far loro anche da casa una volta arrivati a destinazione. In verità, la decisione è presa dall'entusiasta Tacy, mentre il più riflessivo Nicky si limita ad assecondare la moglie, sia pure con scarso entusiasmo.
La faccenda si rivela subito più complicata del previsto, dato che, per trascinare un simile bestione, è necessario comprare una nuova macchina ed affrontare quindi ulteriori spese. Inoltre la guida è molto difficoltosa: ad esempio, durante una visita ad una zia di Tacy, Nicky sfonda con la roulotte il pergolato del giardino e rovina le piante di rose a cui la zia di Tacy è molto affezionata, inimicandosi i parenti dai quali si aspettavano un sostanzioso dono di nozze.
Tutto il viaggio è costellato da piccoli e grandi incidenti, che incidono sull'umore dei novelli sposini. Particolarmente disgraziata risulta l'idea di Tacy di restare dentro la roulotte per cucinare in viaggio, senza tener conto dei sobbalzi della strada.  Dopo una faticosa ed esilarante "arrampicata" seguita da una baruffa più forte delle altre, i due sembrano sul punto di separarsi. Però alla fine l'amore e il buon senso hanno la meglio. Il matrimonio ed il rimorchio sono salvi.

## Produzione
La lunga roulotte che appare nel film è un modello "New Moon" del 1953, prodotto dalla ditta Redman Trailer Co. e costruito ad Alma, nel Michigan. La Redman era nata nel lontano 1930, fondata da Harold e William Redman, coadiuvati dall'ingegnere Al Hathaway.
Secondo quanto afferma Robert Osborne, la compagnia di produzione non era sicura se il film sarebbe stato un successo oppure no, perché essi pensavano che la gente non avrebbe pagato per vedere Lucille Ball e Desi Arnaz in un film, quando poteva vederli gratis in tv in Lucy ed io. Arnaz allora fece una scommessa di 25.000 dollari con i produttori, affermando che il film avrebbe incassato più soldi di quanti ne aveva guadagnati la commedia di maggior successo dell'epoca (Il padre della sposa con Spencer Tracy ed Elizabeth Taylor, fra l'altro diretto sempre da Minnelli). Arnaz vinse la scommessa.
La ripida stradina di montagna dove Nicky e Tacy s'avventurano verso fine film, in rischiosissima salita è in realtà la Whitney Portal Road, che si arrampica sul Monte Whitney nelle montagne della californiana Sierra Nevada. Infatti si intravede sotto la Valle di Owens. Per queste scene fu necessario sostituire l'auto usata dai due protagonisti, una Mercury Monterey convertibile del 1953, con una simile ma più potente, vale a dire una Lincoln Capri convertibile, sempre del '53, ma munita di un motore di 205 hp V8, giacché c'era il timore che la Mercury non sarebbe riuscita a trainare il gigantesco "New Moon" per quelle salite.

## Riprese
Il film è stato girato interamente in California (sulle Alabama Hills di Lone Pine, a Palos Verdes, presso il Red Rock Canyon State Park, il Treasure Island Mobile Home Park di Laguna Beach e sulla tortuosa Whitney Portal Road nel Lone Pine Creek Canyon) presso il Lake Mamie (Mammoth Lakes) e naturalmente nel mitico Parco nazionale di Yosemite, ringraziato anche nei titoli della pellicola, del quale si scorgono numerosi angoli caratteristici, quali El Capitan e Half Dome (enormi monoliti granitici), e le cascate Yosemite Falls.

## Omaggi
Il film Vita da camper (RV, 2006) di Barry Sonnenfeld, con Robin Williams, Cheryl Hines, Joanna Levesque, Josh Hutcherson, Jeff Daniels, Kristin Chenoweth e Will Arnett, si richiama, anche se solo parzialmente, a questa pellicola di Minnelli.